# Nienhagen (Detmold)
Nienhagen is een plaats in de Duitse gemeente Detmold, deelstaat Noordrijn-Westfalen, en telt 346 inwoners (2006).